# Saint-Forgeux
Saint-Forgeux é uma comuna francesa na região administrativa de Auvérnia-Ródano-Alpes, no departamento de Ródano. Estende-se por uma área de 22,27 km². Em 2010 a comuna tinha 1 504 habitantes (densidade: 67,5 hab./km²).